# 梅田綾乃
梅田綾乃（日语：梅田綾乃，1999年3月20日—），為日本偶像團體AKB48木崎Team B的前成員之一。出身於日本東京都。

## 經歷
2012年
- AKB48第13期研究生甄選最終審查合格。[1]

2013年
- 4月4日，遞交申請，參加「AKB48第32張單曲選拔總選舉」。[2]
- 6月8日，選拔總選舉結果公佈，最終未能入圍。
- 8月24日，在東京巨蛋演唱會上，宣布昇格至重組後的Team 4。[3]

2016年
- 11月14日，在劇場進行"我的太陽"公演中宣佈自AKB48畢業，最後的握手會在2017年3月12日。

2017年
- 2月1日，官方公佈了 大和田南那、相笠萌、梅田綾乃和西野未姬 四人的畢業詳情；四人的最終握手會為3月12日，而梅田綾乃的畢業公演為3月22日[4]。

## 參加樂曲

### 單曲CD選拔曲
|      | 發行日期       | 單曲名稱            | 參與歌曲名稱      | 分隊名義      | 收錄版本 | MV | 備註                                                        |
| ---- | -------------- | ------------------- | ----------------- | ------------- | -------- | -- | ----------------------------------------------------------- |
| 27th | 2012年 8月29日 | 格子花紋 （ギンガムチェック）       | 那一天的風鈴 （あの日の風鈴） | Waiting Girls | 劇場盤   |    |                                                             |
| 28th | 10月31日       | UZA                 | 朝向大人之路 （大人への道） | 研究生        | 劇場盤   |    |                                                             |
| 29th | 12月5日        | 永遠的壓力 （永遠プレッシャー）     | 我們的Reason （私たちのReason） |               | 劇場盤   |    |                                                             |
| 30th | 2013年 2月20日 | So long!            | 強大的花 （強い花）     | 研究生        | 劇場盤   |    |                                                             |
| 31st | 5月22日        | 再見自由式 （さよならクロール）     | LOVE修行          | 研究生        | 劇場盤   | ★  | LOVE修行的MV收錄於Type-H的單曲CD 《倘若在梧桐樹什麼的》中。 |
| 32nd | 8月21日        | 戀愛的幸運餅乾 （恋するフォーチュンクッキー） | 藍天咖啡廳 （青空カフェ）   |               | 劇場盤   |    |                                                             |
| 33rd | 10月30日       | 真心電流 （ハート・エレキ）       | 清純哲學 （清純フィロソフィー）     | Team 4        | Type-4   | ★  |                                                             |

### 專輯CD選拔曲
|     | 發行日期       | 專輯名稱        | 參與歌曲名稱 | 分隊名義 | 收錄版本 | 備註 |
| --- | -------------- | --------------- | ------------ | -------- | -------- | ---- |
| 5th | 2014年 1月22日 | 下一個足跡 （次の足跡） | Team 坂 （チーム坂） | Team 4   | Type-A   |      |

### 劇場公演小組曲
- 研究生「我的太陽」公演
  - 向日葵
- 研究生「睡衣兜風」公演
  - 睡衣兜風（パジャマドライブ）
- Team 4 2nd Stage「手牽手」公演
  - Glory days

### 綜藝節目
- 《有吉AKB共和國》（2012年5月8日－，不定期演出，TBS）
- 《AKBINGO!》（2014年1月7日－，不定期演出，日本電視台）
- 《AKB48 SHOW!》（2013年11月9日－，不定期演出，NHK）
- 《iDOLL交遊Show》（2018年1月28日；EMPaエンタメTV）（與大和田南那和平田梨奈共演）

### 廣播節目
- AKB48的「我們的故事」 第57集（2013年5月24日，NHK-FM放送）